# 潜水艦クルスクの生存者たち
『潜水艦クルスクの生存者たち』（せんすいかんクルスクのせいぞんしゃたち、原題：Kursk）は、2018年のフランス・ベルギー・ルクセンブルクのディザスタードラマ映画。監督はトマス・ヴィンターベアが務め、主要キャストとしてマティアス・スーナールツ、レア・セドゥ、ペーター・ジモニシェック、アウグスト・ディール、マックス・フォン・シドー、コリン・ファースが出演している。2000年に起きたロシア海軍の原子力潜水艦クルスクの沈没事故を題材としたロバート・ムーアのノンフィクション『A Time to Die』を原作としている。

## ストーリー
ミハイル・アヴェリン大尉はロシア海軍北方艦隊所属の原子力潜水艦クルスクの乗組員であり、基地があるムルマンスクで妻子と共に暮らしていた。バレンツ海での演習を控えたある日、ミハイルは同僚の結婚式の準備を進めていたが、給料の支払いが遅れて酒類の確保が難しくなってしまう。彼は補給部門に掛け合い、腕時計と引き換えに酒類を調達して無事に結婚式を成功させる。数日後、クルスクは海上部隊と共に演習に向かうが、魚雷発射室士官のパヴェルが1本の魚雷から高濃度過酸化水素が漏れていることを発見し、艦橋に報告する。艦長はパヴェルの報告を重要視しなかったが、直後に魚雷が爆発して魚雷発射室の乗組員たちは全滅する。立て続けに残りの魚雷が爆発したことでクルスクの前部は吹き飛び、クルスクは海底に沈んでしまう。爆発被害を免れたミハイルたちは最後尾の区画に避難し、救助を待つことになる。
北方艦隊司令官のグルジンスキー大将は、艦隊にクルスクの生存者の有無の確認作業を指示する。同じころ、ムルマンスクの軍港では「クルスクで事故が起きた」という噂が流れ、ミハイルの妻ターニャは乗組員の妻たちと共に夫たちの無事を確認しようと奔走する。また、イギリス海軍のラッセル代将も衛星映像や地震計の動きからクルスクの沈没を確信するが、同時にロシア海軍の脆弱な装備では生存者の救助は不可能であることも理解していた。クルスクから船体を叩く音を感知した北方艦隊では、グルジンスキーの指示のもとで救助作戦が始まるが、ラッセルの予測通り、整備不良の旧式潜水艇はクルスクのハッチを開けることができず、バッテリー切れを起こして海上に引き返してしまう。潜水艇が引き返す音を聞いたミハイルたちは落胆するが、すぐに船内の酸素が不足し始めたため、酸素カートリッジを確保するために浸水した区画に向かう。酸素カートリッジを手に入れたミハイルたちは、再び救助を待つことになる。
クルスク沈没から数日が経過して世界中に事故が報じられ、各国から救助支援の申し出が相次ぐが、軍事機密であるクルスクの情報が漏れることを恐れたロシアは他国の協力を拒み続ける。また、乗組員の生存情報も秘匿したことで、乗組員の家族や友人たちはロシア当局に不信感を募らせていく。そんな中、ロシア海軍総司令官のペトレンコ大将がムルマンスクを訪れて乗組員の家族と面会するが、ロシア単独の救助作戦続行を語るだけで他国の救助支援や具体的な情報に触れなかったことでターニャたちの不満が爆発して騒ぎが起きる。同じころ、2度目の救助作戦が失敗したグルジンスキーは旧知のラッセルに連絡を取り救助支援を要請し、ラッセルはダイバーたちを連れて沈没現場に急行する。しかし、直後にグルジンスキーは海軍総司令部によって指揮権を剥奪され、沈没現場に到着したラッセルは待機するように指示される。北方艦隊による3度目の救助作戦が行われるが失敗し、海軍総司令部はようやくイギリスの救助支援を受け入れる。
クルスクの船内では乗組員たちが残った食料を集めて「ブレイクファースト・ビュッフェ」を開いて士気を高めていたが、乗組員が誤って酸素カートリッジを海水に落としてしまい、それによって火災が発生して船内の酸素が大量に消費されてしまう。残りの酸素が数分しか保たないことを知ったミハイルは乗組員たちと別れの言葉を交わし、「The Sailor's Band」を歌いながら最期の時を迎える。その後、ラッセルが派遣したダイバーたちがクルスク船内に到着するが、すでに船内は海水であふれ、ミハイルたち乗組員は全員溺死していた。
ムルマンスクの教会でミハイルたちの葬儀が執り行われ、ターニャはミハイルが船内で書き残していた手紙を読み上げる。参列したペトレンコは乗組員の子供たちと握手を交わしていくが、ミハイルの息子ミーシャは握手を拒否し、他国からの救助支援を拒み続けたペトレンコを睨み付ける。それを見た他の子供たちも握手を拒否したため、ペトレンコや幕僚たちは逃げるように教会から出て行く。葬儀終了後、ミーシャはターニャと共に教会を後にするが、基地の補給部門の士官に呼び止められ、ペトレンコの握手を拒否したことを称賛される。士官は出港前にミハイルから受け取った腕時計を、父親の形見としてミーシャに手渡す。クルスク沈没によって71人の子供たちが父親を喪ったことが語られ、物語は幕を閉じる。

## キャスト
※括弧内は日本語吹替。
- ミハイル・アヴェリン大尉 - マティアス・スーナールツ[12]（神尾佑）
- ターニャ・アヴェリナ - レア・セドゥ[12]（樋口あかり）
- ミーシャ・アヴェリン - アルテミ・スピリトノフ
- デイヴィッド・ラッセル（英語版）代将[注釈 1] - コリン・ファース[12]（森田順平）
- アンドレイ・グルジンスキー大将[注釈 2] - ペーター・ジモニシェック（ドイツ語版）
- ウラジーミル・ペトレンコ大将[注釈 3] - マックス・フォン・シドー（廣田行生）
- アントン・マルコフ - アウグスト・ディール
- ニキティン大尉 - ビャールネ・ヘンリックセン（デンマーク語版）
- ゲンナジー・シロコフ大尉 - マルティン・ブランバッハ（ドイツ語版）
- オレグ・レベデフ - マグナス・ミラン（デンマーク語版）
- パヴェル・ソニン - マティアス・シュヴァイクホファー[13]
- アレクサンドル・グレコフ副長 - ペーター・プラウボー（デンマーク語版）
- ブルース・ハミル中尉 - ジョン・ホリングワース（英語版）
- グラハム・マン - スティーヴン・ウォディントン（英語版）
- レオ - ジョエル・バズマン（ドイツ語版）
- アクサナ - ペルニラ・アウグスト
- エレナ・マルコヴァ - ヘレネ・ラインガルト・ノイマン
- ミハイル・デニゾフ少将 - グスタフ・ハマーステン（英語版）
- ヴァディム・マルコフ - ジョス・デ・ポウ（英語版）
- イレーナ・レベデヴァ - エヴァ・ファン・デル・グフト（ドイツ語版）
- ネステロフ - ミカエル・ニクヴィスト

## 製作

### 企画

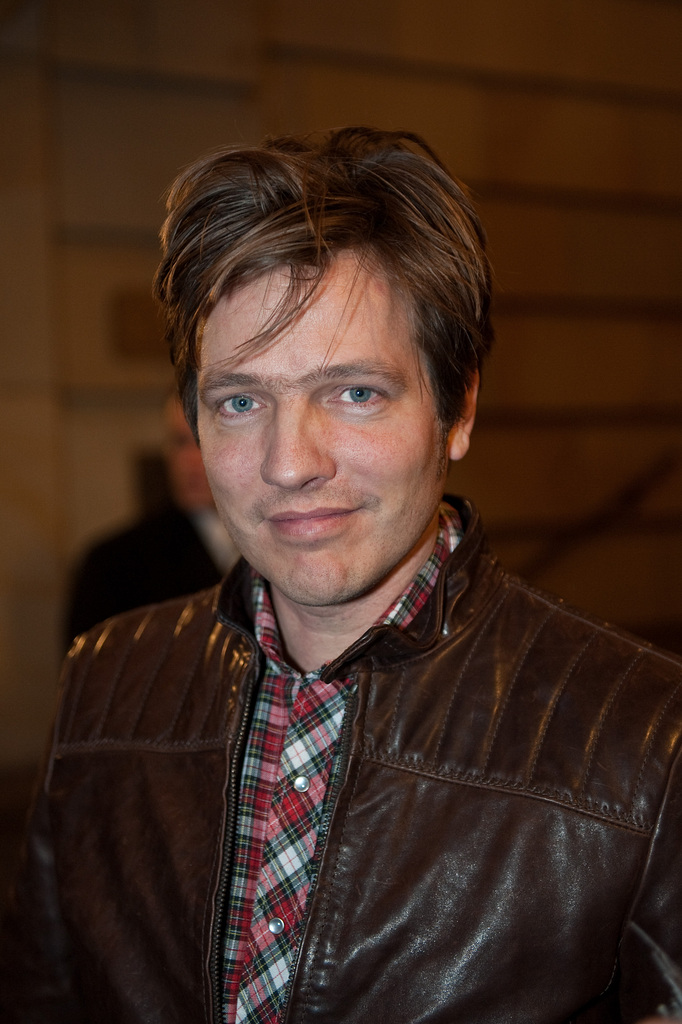
トマス・ヴィンターベア

2015年8月17日、ヨーロッパ・コープが2000年に発生した原子力潜水艦クルスク沈没事故を題材にした映画を企画中であることが発表された。発表によると、原作は2002年にロバート・ムーアが著した『A Time to Die』であり、ロバート・ロダットが脚本を手掛け、マーチン・サントフリートが監督を務めることが明かされた。サントフリートにとっては本作が英語映画デビュー作になるはずだったが、2016年1月21日にサントフリートの降板が発表され、新たにトマス・ヴィンターベアが監督を務めることになった。映画音楽の作曲はアレクサンドル・デスプラ、衣装デザイナーはキャサリン・マルシャン、撮影監督はアンソニー・ドッド・マントル、プロダクションデザイナーはティエリー・フラマン、編集技師はヴァルディス・オスカードッティルがそれぞれ務めている。この他にアドバイザーとして原作者ロバート・ムーア、事故当時に救助活動に従事したイギリス海軍のデイヴィッド・ラッセル、潜水艦の専門家ラムゼー・マーティンが製作に参加している。製作会社としてヨーロッパ・コープの他にベルギーのベルガ・プロダクション、ルクセンブルクのVIA ESTが参加している。
2017年3月15日、事故当時のロシア連邦大統領だったウラジーミル・プーチンの描写が脚本から削除されたことが報じられた（この時点でプーチン役のキャストは未定の状態だった）。ハリウッド・リポーターによると、削除の理由はヨーロッパ・コープ社長のリュック・ベッソンが物語の焦点を事故の原因である政治的背景を描くことよりも、乗組員の救出作戦にシフトすることを望んだためという。また、現役の政治指導者を描写してサイバー攻撃の対象になることを避ける意図があったとも報じられている（『ザ・インタビュー』で金正恩を風刺したことで製作会社のソニー・ピクチャーズ・エンタテインメントがハッキング被害を受けた事件が背景にある）。当初の脚本では、少なくとも5つのシークエンスにプーチンが登場する予定で、彼の父親が潜水艦乗組員だったことから、事故に対する心情を吐露するなどプーチンに対して好意的な描写がされていたという。

### キャスティング
2016年3月2日、マティアス・スーナールツの出演が発表され、彼にとっては『遥か群集を離れて』以来のヴィンターベア監督作品への参加となる。5月26日にコリン・ファースの起用が発表され、2017年2月7日にはレア・セドゥがスーナールツ演じるミハイル・アヴェリンの妻ターニャ役を演じることが発表された。レア・セドゥの起用以前には、レイチェル・マクアダムスがターニャ役の出演交渉を受けていた。Deadline Hollywoodによると、コリン・ファースは事故当時にロシア側の警告を無視してクルスク乗組員の救助を試みたイギリス海軍司令官のデイヴィッド・ラッセルを演じるという。5月8日にはペーター・ジモニシェック、マックス・フォン・シドー、ミカエル・ニクヴィストの出演が発表されたが、完成前の6月27日にニクヴィストは死去している。

### 撮影
2016年9月からロシアで撮影が行われる予定だったが、ロシア国防省から撮影許可が下りなかったため同国での撮影が不可能となった。当初、ロシア国防省は積極的に協力する姿勢を見せていたものの、軍事機密に関わる土地・施設での撮影に懸念を抱いたことで態度を硬化させたという。2017年2月7日にスクリーン・デイリーは『潜水艦クルスクの生存者たち』の撮影が同年4月から開始されると報じ、4月26日からフランス・トゥーロンの海軍基地で撮影が始まった。5月2日から6日にかけてブレストの商業港でコリン・ファースが出演するシーンの撮影が行われ、同地では救助艇アトランティック・トンジャーのシーンも撮影された。この他にもノルウェー・ベルギーなどヨーロッパ各地で撮影が行われている。

## 公開
2018年9月6日に開催された第43回トロント国際映画祭でプレミア上映され、トマス・ヴィンターベアとアルテミ・スピリトノフが英語・ロシア語でプレゼンを行った。その後、ヨーロッパ各国で劇場公開され、北米では2019年5月23日からディレクTVシネマ配給で公開予定になっていたが、最終的にサバン・フィルム配給で6月21日に限定公開された。

## 評価
Rotten Tomatoesでは52件の批評に基づき支持率69%、平均評価6.3/10となっており、批評家の一致した見解は「『潜水艦クルスクの生存者たち』は官僚主義と悲運の狭間で実際に起きた災害の深層を、ムラがあるものの、ほどほどに満足できる面白さの物語として描き出している」となっている。Metacriticでは12件の批評に基づき55/100の評価となっている。